# Apollo-Theater (Hannover)

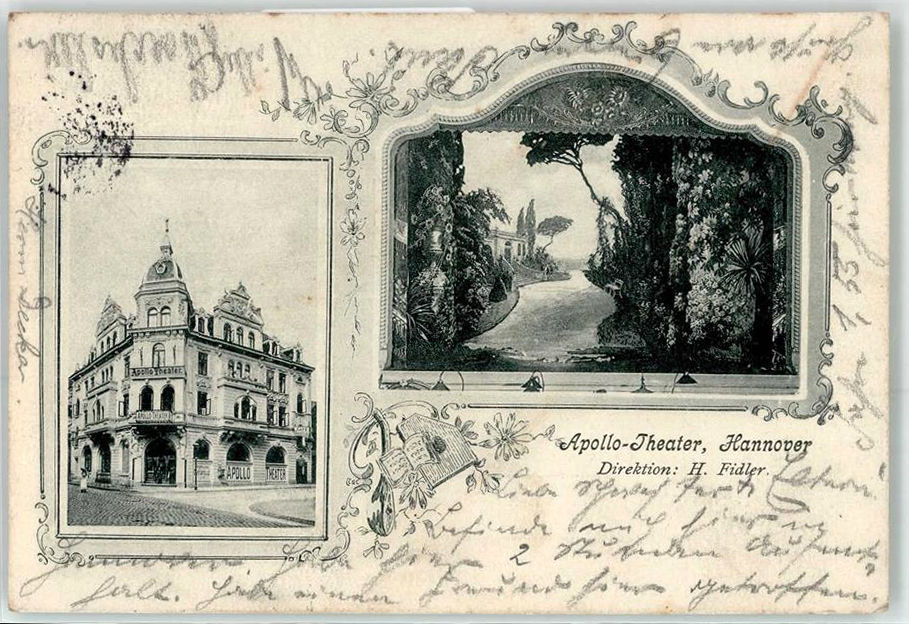
Anfang 1904 nach Dresden versandte Ansichtskarte vom Apollo-Theater an der Schillerstraße (heute: Am Marstall 6) Ecke Reitwallstraße

Das Apollo-Theater war ein im 19. und 20. Jahrhundert betriebenes Theater in der Altstadt von Hannover und stand in der Tradition der Arbeiterbewegung. Standort war das ehemalige Haus Schillerstraße 39 Ecke Reitwallstraße.

## Geschichte und Beschreibung
Anlässlich der Maifeierlichkeiten 1899 gab das Apollo-Theater – ähnlich wie etwa das Mellini-Theater – am letzten 1. Mai des ausklingenden Jahrhunderts „besondere Gala-Vorstellungen“. Wenig später ging das Eckgebäude am 21. Dezember 1903 in das Eigentum von Marie Fidler, geborene Kaese, „Theaterdirekt. Ehefr.“ über. Das Haus fand sich in direkter Nachbarschaft der unter der damaligen Adresse Schillerstraße 39A angrenzenden Städtischen Lesehalle Hannover mit der „Börsmann-Stiftung“. Etwa zur gleichen Zeit gab das Unternehmen in eigener Sache eine Ansichtskarte mit einem Blick auf das Eckgebäude sowie ein Bühnenbild heraus.
Die Direktion des Theaters oblag Anfang des 20. Jahrhunderts dem Ehegatten der Eigentümerin, Heinrich Fidler, der als Haushaltsvorstand zeitweilig das zweite Stockwerk des Theaterbaus bewohnte. Ähnlich wie das Metropol-Theater galt auch das Apollo als Varietétheater.